# Boffles
Boffles is een gemeente in het Franse departement Pas-de-Calais (regio Hauts-de-France). De gemeente telt 47 inwoners (2009) en maakt deel uit van het arrondissement arrondissement Arras.

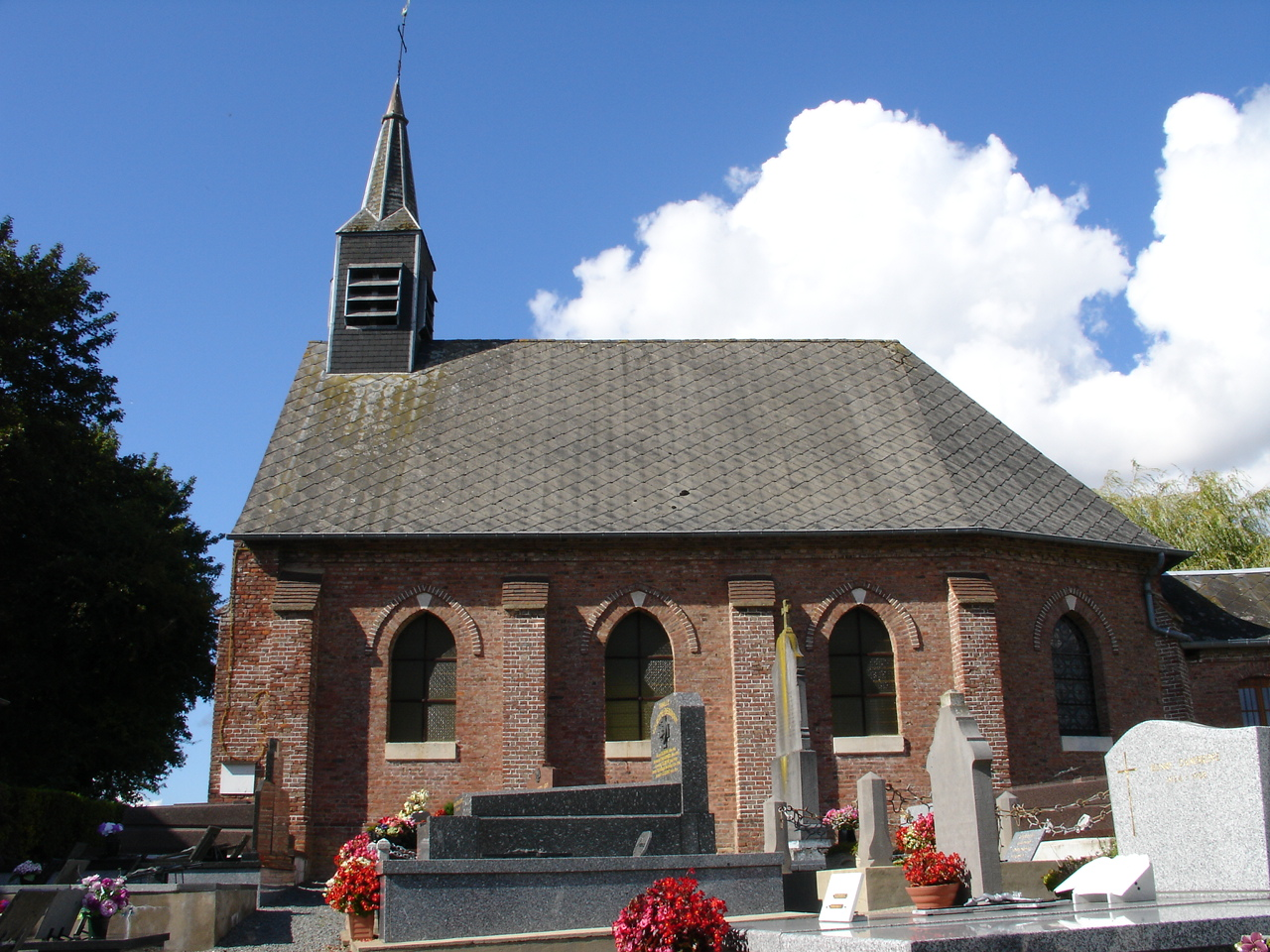
Église Saint-Martin

## Geografie
De oppervlakte van Boffles bedraagt 3,2 km², de bevolkingsdichtheid is dus 14,7 inwoners per km².
De onderstaande kaart toont de ligging van Boffles met de belangrijkste infrastructuur en aangrenzende gemeenten.

## Bezienswaardigheden
- De Église Saint-Martin
- Op het kerkhof van Boffles  bevinden zich vijf Britse oorlogsgraven uit de Tweede Wereldoorlog.

## Demografie
Onderstaande figuur toont het verloop van het inwonertal (bron: INSEE-tellingen).